# Nanacytheridea
Nanacytheridea is een geslacht van uitgestorven kreeftachtigen uit de klasse van de Ostracoda (mosselkreeftjes).

## Synoniem
- Clithrocytheridea nana (Triebel, 1938) Apostolescu, 1984 †